# Иван Антонов
Вижте пояснителната страница за други личности с името Иван Антонов.
Иван Антонов е български революционер, протойерей, участник в борбата за утвърждаване на Българската екзархия в Македония.

## Биография
Антонов е роден в 1882 година в македонския град Петрич, тогава в Османската империя, днес в България. Учи в Петрич, по-късно в Сярското българско педагогическо училище, а в 1905 година завършва с отличие Българската духовна семинария в Цариград. През същата година е назначен за учител в Сяр.
Тук става член на Серския комитет на Вътрешната македоно-одринска революционна организация. По време на Сярската афера  през октомври 1905 година е арестуван от властите и затворен в Солунския затвор Еди куле. По-късно е осъден на десет години строг тъмничен затвор и изпратен на заточение на остров Родос. През 1907 година е амнистиран и става писар в Сярската българска община. Скоро след това полицията предлага да се изсели от Турция и в продължение на три години да не се връща.
На 23 август 1908 година е ръкоположен за свещеник от Врачанския митрополит Константин, а на 2 септември е избран за председател на Петричката българска община. Като председател на община Антонов полага усилия за утвърждаване на екзархийското дело в Петричко. От 1910 до 1913 година Иван Антонов е председател на българска църковна община в Прилеп.
След избухването на Балканската война през 1912 година Антонов открито се противопоставя на противобългарска асимилаторска политика на новите сръбски власти за което е арестуван, изтезаван и екстерниран в България (юни 1913). Първоначално се преселва със семейството си във Враца, а по-късно в Луковит.
Антонов умира в Луковит през 1928 година.